# هائو جیالو
هائو جیالو (انگلیسی: Hao Jialu؛ زادهٔ ۲۰ اوت ۱۹۸۷) شمشیرباز زن اهل چین است.
وی در مسابقات کشوری و بین‌المللی در مجموع برندهٔ ۱ مدال طلا، ۱ مدال نقره شده‌است.